# WE DO
「WE DO」（ウィ・ドゥ）は、いきものがかりの楽曲。自身の1作目の配信シングルとして、ソニー・ミュージックレーベルズ / エピックレコードジャパンからダウンロード配信で2019年1月1日に発売された。

## 概要
活動再開（集牧）後初のシングルであり、前作『ラストシーン/ぼくらのゆめ』から約2年4ヵ月ぶりのリリース。また、初の配信限定シングルとなる。

## 収録曲
| 全作詞・作曲: 水野良樹。 |           |           |            |                        |      |
| #                        | タイトル  | 作詞      | 作曲・編曲 | 編曲                   | 時間 |
| 1.                       | 「WE DO」 | 水野良樹  | 水野良樹   | 近藤隆史・田中ユウスケ | 4:07 |
| 合計時間:                | 合計時間: | 合計時間: | 4:07       |                        |      |

## 曲解説
1. WE DO
ソフトバンク「しばられるな」篇CMソング。
この楽曲はいきものがかりも出演するCMソングとして書き下ろされた楽曲で、作詞・作曲を手がけた水野は楽曲について「『しばられるな』がテーマだったので、自分たちで作り上げていくとか、動き出していくという感じが出せればいいかなと思って作りました。わりとパワー感のある曲になったと思います」と語っている[1]。